# Бекмания обыкновенная
Бекмания обыкновенная (лат. Beckmannia eruciformis) — вид травянистых растений рода Бекмания (Beckmannia) семейства Злаки (Poaceae).

## Ботаническое описание

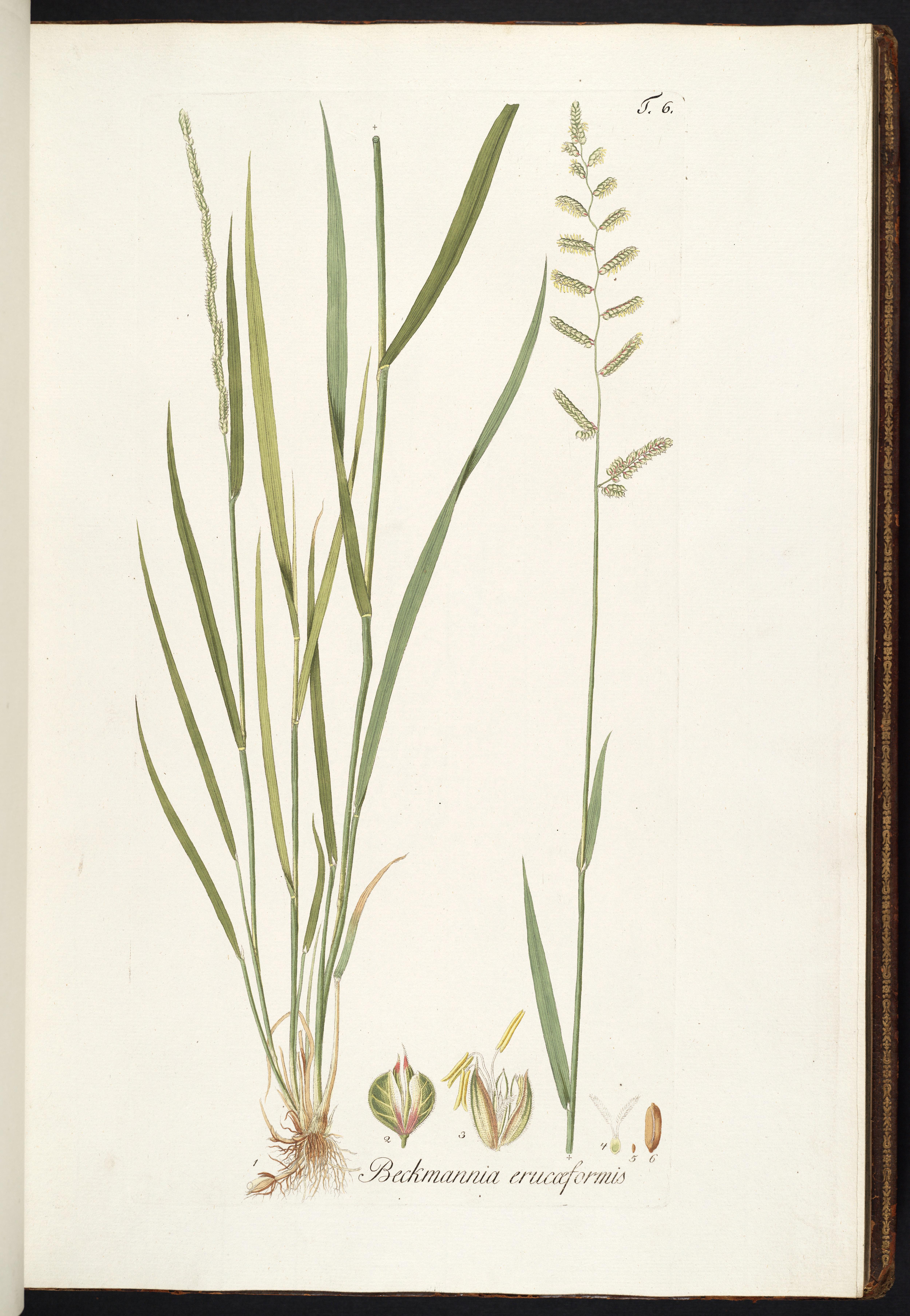

Корневищное растение с образующимися на глубине 8—10 см побегами. Многочисленные мочковатые корни проникают в подпочвенные слои. Обычно прямостоячий и хорошо облиственный в нижней половине куст. Стебли прямые или внизу коленчато-изогнутые, с утолщенным, как у тимофеевки луговой (Phleum pratense) основанием, гладкие или шероховатые, до 100—140 см высотой.
Листья удлинённо-линейные, плоские, по краям шероховатые, от узких до широколинейных, светло-зелёные или зеленовато-желтоватые, нижние до 20—22 см, стеблевые до 7—10 см длиной. Соцветие сложный, односторонний, ветвистый снизу колос, который состоит из черепично-сложенных колосков до 20—30 см длиной. Колоски обратнояйцевидные, светло-зелёные, иногда лиловые. Плод — плоская, удлинённо-трехгранная зерновка. Масса 1000 зерновок 0,9—1,0 грамм.

## Экология
Размножается семенами, побегами кущения и корневищными черенками. Семена сохраняют всхожесть 2—3 года. Весной отрастает сравнительно рано. Вегетационный период длится 3—3,5 месяца.
Влаголюбивое растение — растёт в основном по заливным болотистым, продолжительно затопляемым и поздно пересыхающим лугам, берегам рек и озёр. Выносит длительное затопление. Приурочена к богатым суглинистым и глинистым, а также влажным солончаковым почвам. В этих условиях иногда создаёт почти чистые заросли. Обычные спутники в травостоях — пырей ползучий (Elytrigia repens), лисохвост луговой (Alopecurus pratensis) и лисохвост тростниковый (Alopecurus arundinaceus) на засоленных почвах. Растение зимостойкое, морозостойкое и солевынослевое.

## Химический состав
В начале цветения при содержании 70 % влаги коэффициент переваримости у овец составил: органического вещества 64, протеина 64, жира 53, клетчатки 60, БЭВ 68.
На 100 кг зелёного корма может приходится 22 кормовые единицы и 1,8 переваримого протеина. На 100 кг сена 33—34,5 кормовых единиц и 4,2 кг переваримого протеина. Переваримость питательных веществ в сене значительно ниже, чем у тимофеевки (Phleum).
В фазе цветения при 78 % влаги содержала 0,010 % кальция, 0,050 % фосфора, 0,010 % магния, 0,470 % кремния, 0,080 % хлора.
| Фаза     | Воды (%) | От абсолютного сухого вещества в % | От абсолютного сухого вещества в % | От абсолютного сухого вещества в % | От абсолютного сухого вещества в % | От абсолютного сухого вещества в % |
| Фаза     | Воды (%) | золы                               | протеина                           | жира                               | клетчатки                          | БЭВ                                |
| -------- | -------- | ---------------------------------- | ---------------------------------- | ---------------------------------- | ---------------------------------- | ---------------------------------- |
| Цветение | 70,0     | 2,7                                | 2,9                                | 0,8                                | 10,1                               | 13,5                               |

## Значение и применение
Пригодна для сенокосного и пастбищного использования. На пастбище до фазы колошения отлично поедается всеми видами домашних животных. Далее поедаемость растения снижается из-за содержания в зелёной массе кумариновых веществ. Специфический запах больше проявляется в зелёной массе и ослабевает в сене. В сене лучше поедается крупным рогатым скотом и лошадьми, хуже овцами и козами, верблюды поедают хуже других животных. Хорошо отрастает после скашивания и даёт мягкую хорошую отаву.
Заслуживает широкого внедрения в культуру для более эффективного использования значительных площадей в Нечерноземье и чернозёмной зоне с переувлажнёнными и солонцеватыми сырыми почвами.